# Spektroskop

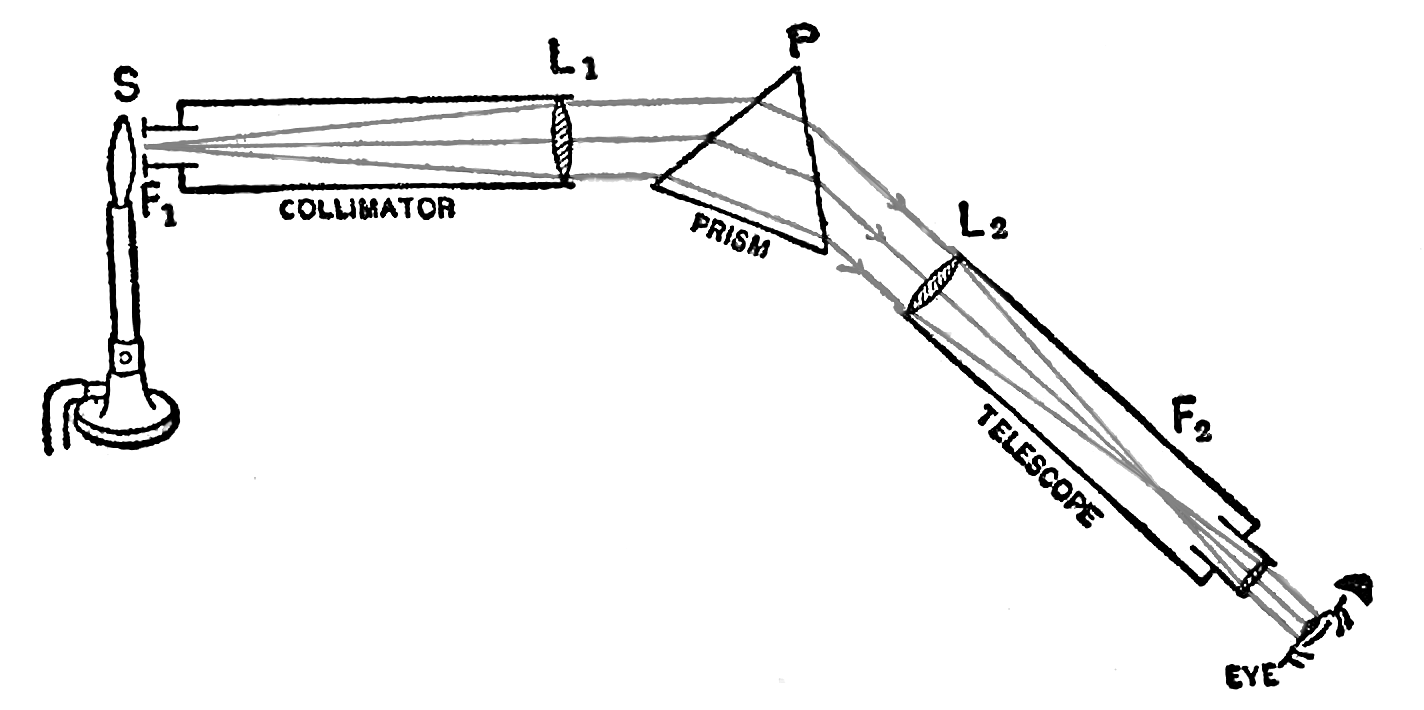
Historisches Spektroskop mit einem Prisma

Ein Spektroskop ist ein optisches Gerät, mit dem Licht in sein Spektrum zerlegt wird und visuell untersucht werden kann. Wird das Licht auf einen Empfänger geleitet (Fotoplatte, CCD-Sensor etc.), spricht man von einem optischen Spektrometer.
Ein modernes Spektroskop besitzt einen Eingangs-Spalt, ein Objektiv, mit dem ein Bild des Spalts erzeugt wird, und ein geradsichtiges Prisma aus Glas (oder ein Gitter), wodurch das Bild des Spalts je nach Wellenlänge an einem verschiedenen Ort entsteht. In das Gesichtsfeld wird meist auch eine Wellenlängenskala eingespiegelt. Seine moderne, fast geradsichtige Form erhielt das Spektroskop durch Angelo Secchi SJ um 1870. 
Erfunden wurde das Spektroskop vom deutschen Optiker Joseph von Fraunhofer, der 1814/15 dunkle Spektrallinien im Sonnenspektrum entdeckte (Fraunhoferlinien).
Eine besonders vielseitige Anwendung finden Spektroskope in der Astronomie. Durch Bestimmung der Spektralklasse von Fixsternen, Galaxien oder anderen Himmelskörpern lassen sich einige von deren Eigenschaften bestimmen, z. B. chemische Zusammensetzung, Temperatur, Rotation oder Magnetfelder.
Weitere Marksteine auf dem Weg zur modernen Astrophysik waren:
- 1858 die Entwicklung der Spektralanalyse durch Gustav Kirchhoff und Robert Bunsen
- 1868 die stellare Kosmologie, als der erste „sterbende“ Stern γ CVn im Sternbild Jagdhunde von Angelo Secchi (Vatikanische Sternwarte) 400 Lichtjahre entfernt entdeckt wurde
- 1885 das Seriengesetz von Johann Jakob Balmer für die Spektrallinien des Wasserstoffs
- 1896 Pieter Zeemans Entdeckung der Aufspaltung von Spektrallinien, wenn Sterne ein starkes Magnetfeld haben (Zeeman-Effekt)
- 1912 die Entdeckung der Rotverschiebung im Lichtspektrum weit entfernter Galaxien durch Vesto Slipher
- 1913 das Hertzsprung-Russell-Diagramm, das den Zusammenhang zwischen der Leuchtkraft eines Sterns und seinem Spektraltyp darstellt
- 1925 Bestimmung der Entfernung des Andromedanebels durch Edwin Hubble